# باتريك نيس
باتريك نيس (بالإنجليزية: Patrick Ness)‏ (17 أكتوبر 1971، مقاطعة فيرفاكس في الولايات المتحدة)؛ كاتِب مُتخصِّص في أدب الأطفال، صحفي وروائي أمريكي. درس في جامعة كاليفورنيا الجنوبية.

## روابط خارجية
- باتريك نيس على موقع IMDb (الإنجليزية)
- باتريك نيس على موقع قاعدة بيانات الفيلم (الإنجليزية)